# Venerupis decussata
Venerupis decussata är en musselart som beskrevs av Carl von Linné 1758. Venerupis decussata ingår i släktet Venerupis och familjen venusmusslor. Inga underarter finns listade i Catalogue of Life.